# سنتیس
سنتیس (به اسپانیایی: Centelles) یک شهرستان در اسپانیا است که در استان بارسلون واقع شده‌است.

## خصوصیات
سنتیس ۱۵٫۱۳ کیلومترمربع مساحت و ۷٬۲۸۲ نفر جمعیت دارد و ۴۹۶ متر بالاتر از سطح دریا واقع شده‌است.